# راشل مک لاکلان
راشل مک لاکلان (انگلیسی: Rachel McLauchlan؛ زادهٔ ۷ ژوئیهٔ ۱۹۹۷) بازیکن فوتبال اهل بریتانیا است.
وی همچنین در تیم ملی فوتبال زنان اسکاتلند بازی کرده‌است.